# Associação Atlética Iguaçu
Maillots
L'Associação Atlética Iguaçu est un club de football brésilien basé à Foz do Iguaçu, dans l'État du Parana. 
Fondé le 15 août 1971 par Ricardo Gianordolli, il réside dans l'Estádio Municipal Antiocho Pereira, construit en 1987 et ayant d'une capacité de 4 087 places.

## Palmarès
- Championnat du Paraná de football D2
  - Champion en 1987, en 1991 et en 1996